# ایم سو جونگ
ایم سو جونگ (انگلیسی: Im Soo-jung؛ زادهٔ ۱۱ ژوئیهٔ ۱۹۷۹) یک هنرپیشه و مدل اهل کره جنوبی است. وی از سال ۱۹۹۸ میلادی تاکنون مشغول فعالیت بوده‌است.
از فیلم‌ها یا برنامه‌های تلویزیونی که وی در آن نقش داشته است می‌توان به داستان دو خواهر، من یک سایبورگ هستم، ولی مشکلی نیست، خوشی، متاسفم، دوستت دارم و مالیخولیا اشاره کرد.